# تور دي أفينير 2022
تور دي أفينير 2022 (بالفرنسية: Tour de l'Avenir 2022)‏ هو سباق دراجات هوائية، وهو الموسم الثامن والخمسين من تور دي أفينير، وسيقام خلال الفترة من 18 أغسطس 2022، وحتى 28 أغسطس 2022، وضمن سباقات كأس الأمم لسباق الدراجات تحت 23 سنة 2022 ‏.

## المراحل
| المرحلة   | التاريخ  | الدورة                                   | type                   | المسافة (كم) | الفائز بالمرحلة                                                   | القائد العام       |
| --------- | -------- | ---------------------------------------- | ---------------------- | ------------ | ----------------------------------------------------------------- | ------------------ |
| المقدمة   | 18 أغسطس | لاروش سور يون – لاروش سور يون            | مرحلة سباق الزمن للفرق | 4            | منتخب هولندا الوطني لسباق الدراجات على الطريق للرجال تحت 23 سنة ‏  | Loe van Belle ‏     |
| المرحلة 1 | 19 أغسطس | لاروش سور يون – لاروش سور يون            | مرحلة مستوية           | 122          | Søren Wærenskjold ‏                                                | Søren Wærenskjold ‏ |
| المرحلة 2 | 20 أغسطس | Benet, Vendée ‏ – Civray, Vienne ‏         | مرحلة مستوية           | 153          | Casper van Uden ‏                                                  | Søren Wærenskjold ‏ |
| المرحلة 3 | 21 أغسطس | Civray, Vienne ‏ – La Trimouille ‏         | مرحلة مستوية           | 154          | Adam Holm Jørgensen ‏                                              | Jordan Labrosse ‏   |
| المرحلة 4 | 22 أغسطس | Sainte-Sévère-sur-Indre ‏ – Chaillac ‏     | مرحلة التلال           | 143          | Thomas Gloag ‏                                                     | Thomas Gloag ‏      |
| المرحلة 5 | 23 أغسطس | Gueugnon ‏ – سانت فالير                   | مرحلة سباق الزمن للفرق | 28           | منتخب ألمانيا الوطني لسباق الدراجات على الطريق للرجال تحت 23 سنة ‏ | Michel Hessmann ‏   |
| المرحلة 6 | 24 أغسطس | سانت أمور – أويونا، أين                  | مرحلة متوسطة           | 123          | رومان جريجوار                                                     | Michel Hessmann ‏   |
| المرحلة 7 | 26 أغسطس | تونون لو بان – Saint-François-Longchamp ‏ | مرحلة جبلية            | 177          | Cian Uijtdebroeks ‏                                                | Michel Hessmann ‏   |
| المرحلة 8 | 27 أغسطس | Ugine ‏ – La Toussuire ‏                   | مرحلة جبلية            | 100          | Cian Uijtdebroeks ‏                                                | Cian Uijtdebroeks ‏ |
| المرحلة 9 | 28 أغسطس | Bessans ‏ – Villaroger ‏                   | مرحلة جبلية            | 133          | Lorenzo Milesi ‏                                                   | Cian Uijtdebroeks ‏ |

## النتيجة

### مرحلة 0
هي مرحلة من نوع سباق الزمن على الطريق للفرق، ستقام في 18 أغسطس 2022، وستكون لمسافة 4 كيلومتر.
| \| التصنيف العام \| التصنيف العام \| التصنيف العام \| التصنيف العام \| التصنيف العام \| \| العداء \| العداء \| الفريق \| الوقت \| \| \| ------------- \| ------------- \| ------------- \| ------------- \| ------------- \| |        |        |       |  |
| |        |        |       |  |
| |        |        |       |  |
| التصنيف العام |        |        |       |  |
| العداء | العداء | الفريق | الوقت |  |

### مرحلة 1
هي مرحلة بسيطة، ستقام في 19 أغسطس 2022، وستكون لمسافة 122 كيلومتر.
| \| التصنيف العام \| التصنيف العام \| التصنيف العام \| التصنيف العام \| التصنيف العام \| \| العداء \| العداء \| الفريق \| الوقت \| \| \| ------------- \| ------------------------------------- \| ------------------------------------------------------------------------------------- \| ------------- \| ------------- \| \| 1 \| Søren Wærenskjold [الإنجليزية]‏ \| النرويج تحت 23 سنة \| 2 س 32 د 23 ث \| \| \| 2 \| Sebastian Kolze Changizi [الإنجليزية]‏ \| منتخب الدنمارك الوطني لسباق الدراجات على الطريق للرجال تحت 23 سنة [لغات أخرى]‏ \| + 1 ث \| \| \| 3 \| Samuel Watson (cyclist) [الإنجليزية]‏ \| منتخب المملكة المتحدة الوطني لسباق الدراجات على الطريق للرجال تحت 23 سنة [لغات أخرى]‏ \| + 1 ث \| \| \| 4 \| Thibau Nys [الإنجليزية]‏ \| منتخب بلجيكا الوطني لسباق الدراجات على الطريق للرجال تحت 23 سنة [لغات أخرى]‏ \| + 1 ث \| \| \| 5 \| نيكولاس غوميز خاراميو [لغات أخرى]‏ \| منتخب كولومبيا الوطني لسباق الدراجات على الطريق للرجال تحت 23 سنة‏ \| + 1 ث \| \| \| 6 \| Casper van Uden [الإنجليزية]‏ \| منتخب هولندا الوطني لسباق الدراجات على الطريق للرجال تحت 23 سنة [لغات أخرى]‏ \| + 1 ث \| \| \| 7 \| Luke Lamperti [الإنجليزية]‏ \| منتخب الولايات المتحدة الوطني لسباق الدراجات على الطريق للرجال تحت 23 سنة [لغات أخرى]‏ \| + 1 ث \| \| \| 8 \| Tim van Dijke [الإنجليزية]‏ \| منتخب هولندا الوطني لسباق الدراجات على الطريق للرجال تحت 23 سنة [لغات أخرى]‏ \| + 1 ث \| \| \| 9 \| Mathis Le Berre [الإنجليزية]‏ \| فريق فرنسا لركوب الدراجات للرجال تحت 23 سنة [لغات أخرى]‏ \| + 1 ث \| \| \| 10 \| جنسن بلاورايت [الإنجليزية]‏ \| منتخب أستراليا الوطني لسباق الدراجات على الطريق للرجال تحت 23 سنة [لغات أخرى]‏ \| + 1 ث \| \| |                           |                                                                            |               |  |
| |                           |                                                                            |               |  |
| |                           |                                                                            |               |  |
| التصنيف العام |                           |                                                                            |               |  |
| العداء | العداء                    | الفريق                                                                     | الوقت         |  |
| 1 | Søren Wærenskjold ‏        | النرويج تحت 23 سنة                                                         | 2 س 32 د 23 ث |  |
| 2 | Sebastian Kolze Changizi ‏ | منتخب الدنمارك الوطني لسباق الدراجات على الطريق للرجال تحت 23 سنة ‏         | + 1 ث         |  |
| 3 | Samuel Watson (cyclist) ‏  | منتخب المملكة المتحدة الوطني لسباق الدراجات على الطريق للرجال تحت 23 سنة ‏  | + 1 ث         |  |
| 4 | Thibau Nys ‏               | منتخب بلجيكا الوطني لسباق الدراجات على الطريق للرجال تحت 23 سنة ‏           | + 1 ث         |  |
| 5 | نيكولاس غوميز خاراميو ‏    | منتخب كولومبيا الوطني لسباق الدراجات على الطريق للرجال تحت 23 سنة‏          | + 1 ث         |  |
| 6 | Casper van Uden ‏          | منتخب هولندا الوطني لسباق الدراجات على الطريق للرجال تحت 23 سنة ‏           | + 1 ث         |  |
| 7 | Luke Lamperti ‏            | منتخب الولايات المتحدة الوطني لسباق الدراجات على الطريق للرجال تحت 23 سنة ‏ | + 1 ث         |  |
| 8 | Tim van Dijke ‏            | منتخب هولندا الوطني لسباق الدراجات على الطريق للرجال تحت 23 سنة ‏           | + 1 ث         |  |
| 9 | Mathis Le Berre ‏          | فريق فرنسا لركوب الدراجات للرجال تحت 23 سنة ‏                               | + 1 ث         |  |
| 10 | جنسن بلاورايت ‏            | منتخب أستراليا الوطني لسباق الدراجات على الطريق للرجال تحت 23 سنة ‏         | + 1 ث         |  |

### مرحلة 2
هي مرحلة بسيطة، ستقام في 20 أغسطس 2022، وستكون لمسافة 153 كيلومتر.
| \| التصنيف العام \| التصنيف العام \| التصنيف العام \| التصنيف العام \| التصنيف العام \| \| العداء \| العداء \| الفريق \| الوقت \| \| \| ------------- \| ------------------------------------- \| ------------------------------------------------------------------------------------- \| ------------- \| ------------- \| \| 1 \| Søren Wærenskjold [الإنجليزية]‏ \| النرويج تحت 23 سنة \| 5 س 52 د 15 ث \| \| \| 2 \| Sebastian Kolze Changizi [الإنجليزية]‏ \| منتخب الدنمارك الوطني لسباق الدراجات على الطريق للرجال تحت 23 سنة [لغات أخرى]‏ \| + 1 ث \| \| \| 3 \| Samuel Watson (cyclist) [الإنجليزية]‏ \| منتخب المملكة المتحدة الوطني لسباق الدراجات على الطريق للرجال تحت 23 سنة [لغات أخرى]‏ \| + 1 ث \| \| \| 4 \| Casper van Uden [الإنجليزية]‏ \| منتخب هولندا الوطني لسباق الدراجات على الطريق للرجال تحت 23 سنة [لغات أخرى]‏ \| + 1 ث \| \| \| 5 \| نيكولاس غوميز خاراميو [لغات أخرى]‏ \| منتخب كولومبيا الوطني لسباق الدراجات على الطريق للرجال تحت 23 سنة‏ \| + 1 ث \| \| \| 6 \| Luke Lamperti [الإنجليزية]‏ \| منتخب الولايات المتحدة الوطني لسباق الدراجات على الطريق للرجال تحت 23 سنة [لغات أخرى]‏ \| + 1 ث \| \| \| 7 \| جنسن بلاورايت [الإنجليزية]‏ \| منتخب أستراليا الوطني لسباق الدراجات على الطريق للرجال تحت 23 سنة [لغات أخرى]‏ \| + 1 ث \| \| \| 8 \| Stian Fredheim [الإنجليزية]‏ \| النرويج تحت 23 سنة \| + 1 ث \| \| \| 9 \| Matthew Dinham [الإنجليزية]‏ \| منتخب أستراليا الوطني لسباق الدراجات على الطريق للرجال تحت 23 سنة [لغات أخرى]‏ \| + 1 ث \| \| \| 10 \| Petr Kelemen [الإنجليزية]‏ \| منتخب التشيك الوطني لسباق الدراجات على الطريق للرجال تحت 23 سنة‏ \| + 1 ث \| \| |                           |                                                                            |               |  |
| |                           |                                                                            |               |  |
| |                           |                                                                            |               |  |
| التصنيف العام |                           |                                                                            |               |  |
| العداء | العداء                    | الفريق                                                                     | الوقت         |  |
| 1 | Søren Wærenskjold ‏        | النرويج تحت 23 سنة                                                         | 5 س 52 د 15 ث |  |
| 2 | Sebastian Kolze Changizi ‏ | منتخب الدنمارك الوطني لسباق الدراجات على الطريق للرجال تحت 23 سنة ‏         | + 1 ث         |  |
| 3 | Samuel Watson (cyclist) ‏  | منتخب المملكة المتحدة الوطني لسباق الدراجات على الطريق للرجال تحت 23 سنة ‏  | + 1 ث         |  |
| 4 | Casper van Uden ‏          | منتخب هولندا الوطني لسباق الدراجات على الطريق للرجال تحت 23 سنة ‏           | + 1 ث         |  |
| 5 | نيكولاس غوميز خاراميو ‏    | منتخب كولومبيا الوطني لسباق الدراجات على الطريق للرجال تحت 23 سنة‏          | + 1 ث         |  |
| 6 | Luke Lamperti ‏            | منتخب الولايات المتحدة الوطني لسباق الدراجات على الطريق للرجال تحت 23 سنة ‏ | + 1 ث         |  |
| 7 | جنسن بلاورايت ‏            | منتخب أستراليا الوطني لسباق الدراجات على الطريق للرجال تحت 23 سنة ‏         | + 1 ث         |  |
| 8 | Stian Fredheim ‏           | النرويج تحت 23 سنة                                                         | + 1 ث         |  |
| 9 | Matthew Dinham ‏           | منتخب أستراليا الوطني لسباق الدراجات على الطريق للرجال تحت 23 سنة ‏         | + 1 ث         |  |
| 10 | Petr Kelemen ‏             | منتخب التشيك الوطني لسباق الدراجات على الطريق للرجال تحت 23 سنة‏            | + 1 ث         |  |

### مرحلة 3
هي مرحلة بسيطة، ستقام في 21 أغسطس 2022، وستكون لمسافة 154 كيلومتر.
| \| التصنيف العام \| التصنيف العام \| التصنيف العام \| التصنيف العام \| التصنيف العام \| \| العداء \| العداء \| الفريق \| الوقت \| \| \| ------------- \| ------------------------------------- \| ------------------------------------------------------------------------------------- \| ------------- \| ------------- \| \| 1 \| Jordan Labrosse [الإنجليزية]‏ \| Auvergne-Rhône-Alpes U23‏ \| 9 س 19 د 18 ث \| \| \| 2 \| Petr Kelemen [الإنجليزية]‏ \| منتخب التشيك الوطني لسباق الدراجات على الطريق للرجال تحت 23 سنة‏ \| + 1 ث \| \| \| 3 \| Søren Wærenskjold [الإنجليزية]‏ \| النرويج تحت 23 سنة \| + 3 ث \| \| \| 4 \| Casper van Uden [الإنجليزية]‏ \| منتخب هولندا الوطني لسباق الدراجات على الطريق للرجال تحت 23 سنة [لغات أخرى]‏ \| + 4 ث \| \| \| 5 \| Samuel Watson (cyclist) [الإنجليزية]‏ \| منتخب المملكة المتحدة الوطني لسباق الدراجات على الطريق للرجال تحت 23 سنة [لغات أخرى]‏ \| + 4 ث \| \| \| 6 \| جنسن بلاورايت [الإنجليزية]‏ \| منتخب أستراليا الوطني لسباق الدراجات على الطريق للرجال تحت 23 سنة [لغات أخرى]‏ \| + 4 ث \| \| \| 7 \| Stian Fredheim [الإنجليزية]‏ \| النرويج تحت 23 سنة \| + 4 ث \| \| \| 8 \| Luke Lamperti [الإنجليزية]‏ \| منتخب الولايات المتحدة الوطني لسباق الدراجات على الطريق للرجال تحت 23 سنة [لغات أخرى]‏ \| + 4 ث \| \| \| 9 \| Sebastian Kolze Changizi [الإنجليزية]‏ \| منتخب الدنمارك الوطني لسباق الدراجات على الطريق للرجال تحت 23 سنة [لغات أخرى]‏ \| + 4 ث \| \| \| 10 \| Baptiste Vadic [لغات أخرى]‏ \| Pays de la Loire U23‏ \| + 4 ث \| \| |                           |                                                                            |               |  |
| |                           |                                                                            |               |  |
| |                           |                                                                            |               |  |
| التصنيف العام |                           |                                                                            |               |  |
| العداء | العداء                    | الفريق                                                                     | الوقت         |  |
| 1 | Jordan Labrosse ‏          | Auvergne-Rhône-Alpes U23‏                                                   | 9 س 19 د 18 ث |  |
| 2 | Petr Kelemen ‏             | منتخب التشيك الوطني لسباق الدراجات على الطريق للرجال تحت 23 سنة‏            | + 1 ث         |  |
| 3 | Søren Wærenskjold ‏        | النرويج تحت 23 سنة                                                         | + 3 ث         |  |
| 4 | Casper van Uden ‏          | منتخب هولندا الوطني لسباق الدراجات على الطريق للرجال تحت 23 سنة ‏           | + 4 ث         |  |
| 5 | Samuel Watson (cyclist) ‏  | منتخب المملكة المتحدة الوطني لسباق الدراجات على الطريق للرجال تحت 23 سنة ‏  | + 4 ث         |  |
| 6 | جنسن بلاورايت ‏            | منتخب أستراليا الوطني لسباق الدراجات على الطريق للرجال تحت 23 سنة ‏         | + 4 ث         |  |
| 7 | Stian Fredheim ‏           | النرويج تحت 23 سنة                                                         | + 4 ث         |  |
| 8 | Luke Lamperti ‏            | منتخب الولايات المتحدة الوطني لسباق الدراجات على الطريق للرجال تحت 23 سنة ‏ | + 4 ث         |  |
| 9 | Sebastian Kolze Changizi ‏ | منتخب الدنمارك الوطني لسباق الدراجات على الطريق للرجال تحت 23 سنة ‏         | + 4 ث         |  |
| 10 | Baptiste Vadic ‏           | Pays de la Loire U23‏                                                       | + 4 ث         |  |

### مرحلة 4
هي مرحلة جبلية، ستقام في 22 أغسطس 2022، وستكون لمسافة 143 كيلومتر.
| \| التصنيف العام \| التصنيف العام \| التصنيف العام \| التصنيف العام \| التصنيف العام \| \| العداء \| العداء \| الفريق \| الوقت \| \| \| ------------- \| ------------------------------------- \| ------------------------------------------------------------------------------------- \| -------------- \| ------------- \| \| 1 \| Thomas Gloag [الإنجليزية]‏ \| منتخب المملكة المتحدة الوطني لسباق الدراجات على الطريق للرجال تحت 23 سنة [لغات أخرى]‏ \| 12 س 31 د 49 ث \| \| \| 2 \| Michel Hessmann [الإنجليزية]‏ \| منتخب ألمانيا الوطني لسباق الدراجات على الطريق للرجال تحت 23 سنة [لغات أخرى]‏ \| + 3 ث \| \| \| 3 \| Casper van Uden [الإنجليزية]‏ \| منتخب هولندا الوطني لسباق الدراجات على الطريق للرجال تحت 23 سنة [لغات أخرى]‏ \| + 29 ث \| \| \| 4 \| Sebastian Kolze Changizi [الإنجليزية]‏ \| منتخب الدنمارك الوطني لسباق الدراجات على الطريق للرجال تحت 23 سنة [لغات أخرى]‏ \| + 30 ث \| \| \| 5 \| Søren Wærenskjold [الإنجليزية]‏ \| النرويج تحت 23 سنة \| + 31 ث \| \| \| 6 \| Petr Kelemen [الإنجليزية]‏ \| منتخب التشيك الوطني لسباق الدراجات على الطريق للرجال تحت 23 سنة‏ \| + 33 ث \| \| \| 7 \| Samuel Watson (cyclist) [الإنجليزية]‏ \| منتخب المملكة المتحدة الوطني لسباق الدراجات على الطريق للرجال تحت 23 سنة [لغات أخرى]‏ \| + 36 ث \| \| \| 8 \| Stian Fredheim [الإنجليزية]‏ \| النرويج تحت 23 سنة \| + 36 ث \| \| \| 9 \| Luke Lamperti [الإنجليزية]‏ \| منتخب الولايات المتحدة الوطني لسباق الدراجات على الطريق للرجال تحت 23 سنة [لغات أخرى]‏ \| + 36 ث \| \| \| 10 \| ريك بلومرز [الإنجليزية]‏ \| منتخب هولندا الوطني لسباق الدراجات على الطريق للرجال تحت 23 سنة [لغات أخرى]‏ \| + 36 ث \| \| |                           |                                                                            |                |  |
| |                           |                                                                            |                |  |
| |                           |                                                                            |                |  |
| التصنيف العام |                           |                                                                            |                |  |
| العداء | العداء                    | الفريق                                                                     | الوقت          |  |
| 1 | Thomas Gloag ‏             | منتخب المملكة المتحدة الوطني لسباق الدراجات على الطريق للرجال تحت 23 سنة ‏  | 12 س 31 د 49 ث |  |
| 2 | Michel Hessmann ‏          | منتخب ألمانيا الوطني لسباق الدراجات على الطريق للرجال تحت 23 سنة ‏          | + 3 ث          |  |
| 3 | Casper van Uden ‏          | منتخب هولندا الوطني لسباق الدراجات على الطريق للرجال تحت 23 سنة ‏           | + 29 ث         |  |
| 4 | Sebastian Kolze Changizi ‏ | منتخب الدنمارك الوطني لسباق الدراجات على الطريق للرجال تحت 23 سنة ‏         | + 30 ث         |  |
| 5 | Søren Wærenskjold ‏        | النرويج تحت 23 سنة                                                         | + 31 ث         |  |
| 6 | Petr Kelemen ‏             | منتخب التشيك الوطني لسباق الدراجات على الطريق للرجال تحت 23 سنة‏            | + 33 ث         |  |
| 7 | Samuel Watson (cyclist) ‏  | منتخب المملكة المتحدة الوطني لسباق الدراجات على الطريق للرجال تحت 23 سنة ‏  | + 36 ث         |  |
| 8 | Stian Fredheim ‏           | النرويج تحت 23 سنة                                                         | + 36 ث         |  |
| 9 | Luke Lamperti ‏            | منتخب الولايات المتحدة الوطني لسباق الدراجات على الطريق للرجال تحت 23 سنة ‏ | + 36 ث         |  |
| 10 | ريك بلومرز ‏               | منتخب هولندا الوطني لسباق الدراجات على الطريق للرجال تحت 23 سنة ‏           | + 36 ث         |  |

### مرحلة 5
هي مرحلة من نوع سباق الزمن على الطريق للفرق، ستقام في 23 أغسطس 2022، وستكون لمسافة 28 كيلومتر.
| \| التصنيف العام \| التصنيف العام \| التصنيف العام \| التصنيف العام \| التصنيف العام \| \| العداء \| العداء \| الفريق \| الوقت \| \| \| ------------- \| ------------------------------------ \| ------------------------------------------------------------------------------------ \| -------------- \| ------------- \| \| 1 \| Michel Hessmann [الإنجليزية]‏ \| منتخب ألمانيا الوطني لسباق الدراجات على الطريق للرجال تحت 23 سنة [لغات أخرى]‏ \| 13 س 04 د 35 ث \| \| \| 2 \| Thomas Gloag [الإنجليزية]‏ \| منتخب المملكة المتحدة الوطني لسباق الدراجات على الطريق للرجال تحت 23 سنة [لغات أخرى]‏ \| + 25 ث \| \| \| 3 \| Hannes Wilksch [الإنجليزية]‏ \| منتخب ألمانيا الوطني لسباق الدراجات على الطريق للرجال تحت 23 سنة [لغات أخرى]‏ \| + 33 ث \| \| \| 4 \| Luis-Joe Lührs [الإنجليزية]‏ \| منتخب ألمانيا الوطني لسباق الدراجات على الطريق للرجال تحت 23 سنة [لغات أخرى]‏ \| + 33 ث \| \| \| 5 \| Georg Steinhauser [الإنجليزية]‏ \| منتخب ألمانيا الوطني لسباق الدراجات على الطريق للرجال تحت 23 سنة [لغات أخرى]‏ \| + 33 ث \| \| \| 6 \| Lennert Van Eetvelt [الإنجليزية]‏ \| منتخب بلجيكا الوطني لسباق الدراجات على الطريق للرجال تحت 23 سنة [لغات أخرى]‏ \| + 35 ث \| \| \| 7 \| William Junior Lecerf [الإنجليزية]‏ \| منتخب بلجيكا الوطني لسباق الدراجات على الطريق للرجال تحت 23 سنة [لغات أخرى]‏ \| + 48 ث \| \| \| 8 \| Søren Wærenskjold [الإنجليزية]‏ \| النرويج تحت 23 سنة \| + 51 ث \| \| \| 9 \| Johannes Staune-Mittet [الإنجليزية]‏ \| النرويج تحت 23 سنة \| + 56 ث \| \| \| 10 \| Embret Svestad-Bårdseng [الإنجليزية]‏ \| النرويج تحت 23 سنة \| + 56 ث \| \| |                          |                                                                           |                |  |
| |                          |                                                                           |                |  |
| |                          |                                                                           |                |  |
| التصنيف العام |                          |                                                                           |                |  |
| العداء | العداء                   | الفريق                                                                    | الوقت          |  |
| 1 | Michel Hessmann ‏         | منتخب ألمانيا الوطني لسباق الدراجات على الطريق للرجال تحت 23 سنة ‏         | 13 س 04 د 35 ث |  |
| 2 | Thomas Gloag ‏            | منتخب المملكة المتحدة الوطني لسباق الدراجات على الطريق للرجال تحت 23 سنة ‏ | + 25 ث         |  |
| 3 | Hannes Wilksch ‏          | منتخب ألمانيا الوطني لسباق الدراجات على الطريق للرجال تحت 23 سنة ‏         | + 33 ث         |  |
| 4 | Luis-Joe Lührs ‏          | منتخب ألمانيا الوطني لسباق الدراجات على الطريق للرجال تحت 23 سنة ‏         | + 33 ث         |  |
| 5 | Georg Steinhauser ‏       | منتخب ألمانيا الوطني لسباق الدراجات على الطريق للرجال تحت 23 سنة ‏         | + 33 ث         |  |
| 6 | Lennert Van Eetvelt ‏     | منتخب بلجيكا الوطني لسباق الدراجات على الطريق للرجال تحت 23 سنة ‏          | + 35 ث         |  |
| 7 | William Junior Lecerf ‏   | منتخب بلجيكا الوطني لسباق الدراجات على الطريق للرجال تحت 23 سنة ‏          | + 48 ث         |  |
| 8 | Søren Wærenskjold ‏       | النرويج تحت 23 سنة                                                        | + 51 ث         |  |
| 9 | Johannes Staune-Mittet ‏  | النرويج تحت 23 سنة                                                        | + 56 ث         |  |
| 10 | Embret Svestad-Bårdseng ‏ | النرويج تحت 23 سنة                                                        | + 56 ث         |  |

### مرحلة 6
هي مرحلة جبلية متوسطة، ستقام في 24 أغسطس 2022، وستكون لمسافة 123 كيلومتر.
| \| التصنيف العام \| التصنيف العام \| التصنيف العام \| التصنيف العام \| التصنيف العام \| \| العداء \| العداء \| الفريق \| الوقت \| \| \| ------------- \| ----------------------------------- \| ------------------------------------------------------------------------------------ \| -------------- \| ------------- \| \| 1 \| Michel Hessmann [الإنجليزية]‏ \| منتخب ألمانيا الوطني لسباق الدراجات على الطريق للرجال تحت 23 سنة [لغات أخرى]‏ \| 16 س 08 د 43 ث \| \| \| 2 \| Thomas Gloag [الإنجليزية]‏ \| منتخب المملكة المتحدة الوطني لسباق الدراجات على الطريق للرجال تحت 23 سنة [لغات أخرى]‏ \| + 25 ث \| \| \| 3 \| Hannes Wilksch [الإنجليزية]‏ \| منتخب ألمانيا الوطني لسباق الدراجات على الطريق للرجال تحت 23 سنة [لغات أخرى]‏ \| + 33 ث \| \| \| 4 \| Lennert Van Eetvelt [الإنجليزية]‏ \| منتخب بلجيكا الوطني لسباق الدراجات على الطريق للرجال تحت 23 سنة [لغات أخرى]‏ \| + 35 ث \| \| \| 5 \| William Junior Lecerf [الإنجليزية]‏ \| منتخب بلجيكا الوطني لسباق الدراجات على الطريق للرجال تحت 23 سنة [لغات أخرى]‏ \| + 48 ث \| \| \| 6 \| Johannes Staune-Mittet [الإنجليزية]‏ \| النرويج تحت 23 سنة \| + 56 ث \| \| \| 7 \| Leo Hayter [الإنجليزية]‏ \| منتخب المملكة المتحدة الوطني لسباق الدراجات على الطريق للرجال تحت 23 سنة [لغات أخرى]‏ \| + 1 د 01 ث \| \| \| 8 \| Loe van Belle [الإنجليزية]‏ \| منتخب هولندا الوطني لسباق الدراجات على الطريق للرجال تحت 23 سنة [لغات أخرى]‏ \| + 1 د 07 ث \| \| \| 9 \| Cian Uijtdebroeks [الإنجليزية]‏ \| منتخب بلجيكا الوطني لسباق الدراجات على الطريق للرجال تحت 23 سنة [لغات أخرى]‏ \| + 1 د 16 ث \| \| \| 10 \| Davide Piganzoli [الإنجليزية]‏ \| منتخب إيطاليا الوطني لسباق الدراجات على الطريق للرجال تحت 23 سنة [لغات أخرى]‏ \| + 1 د 29 ث \| \| |                         |                                                                           |                |  |
| |                         |                                                                           |                |  |
| |                         |                                                                           |                |  |
| التصنيف العام |                         |                                                                           |                |  |
| العداء | العداء                  | الفريق                                                                    | الوقت          |  |
| 1 | Michel Hessmann ‏        | منتخب ألمانيا الوطني لسباق الدراجات على الطريق للرجال تحت 23 سنة ‏         | 16 س 08 د 43 ث |  |
| 2 | Thomas Gloag ‏           | منتخب المملكة المتحدة الوطني لسباق الدراجات على الطريق للرجال تحت 23 سنة ‏ | + 25 ث         |  |
| 3 | Hannes Wilksch ‏         | منتخب ألمانيا الوطني لسباق الدراجات على الطريق للرجال تحت 23 سنة ‏         | + 33 ث         |  |
| 4 | Lennert Van Eetvelt ‏    | منتخب بلجيكا الوطني لسباق الدراجات على الطريق للرجال تحت 23 سنة ‏          | + 35 ث         |  |
| 5 | William Junior Lecerf ‏  | منتخب بلجيكا الوطني لسباق الدراجات على الطريق للرجال تحت 23 سنة ‏          | + 48 ث         |  |
| 6 | Johannes Staune-Mittet ‏ | النرويج تحت 23 سنة                                                        | + 56 ث         |  |
| 7 | Leo Hayter ‏             | منتخب المملكة المتحدة الوطني لسباق الدراجات على الطريق للرجال تحت 23 سنة ‏ | + 1 د 01 ث     |  |
| 8 | Loe van Belle ‏          | منتخب هولندا الوطني لسباق الدراجات على الطريق للرجال تحت 23 سنة ‏          | + 1 د 07 ث     |  |
| 9 | Cian Uijtdebroeks ‏      | منتخب بلجيكا الوطني لسباق الدراجات على الطريق للرجال تحت 23 سنة ‏          | + 1 د 16 ث     |  |
| 10 | Davide Piganzoli ‏       | منتخب إيطاليا الوطني لسباق الدراجات على الطريق للرجال تحت 23 سنة ‏         | + 1 د 29 ث     |  |

### مرحلة 7
هي مرحلة جبلية، ستقام في 26 أغسطس 2022، وستكون لمسافة 177 كيلومتر.
| \| التصنيف العام \| التصنيف العام \| التصنيف العام \| التصنيف العام \| التصنيف العام \| \| العداء \| العداء \| الفريق \| الوقت \| \| \| ------------- \| ----------------------------------- \| ---------------------------------------------------------------------------- \| -------------- \| ------------- \| \| 1 \| Michel Hessmann [الإنجليزية]‏ \| منتخب ألمانيا الوطني لسباق الدراجات على الطريق للرجال تحت 23 سنة [لغات أخرى]‏ \| 20 س 37 د 36 ث \| \| \| 2 \| Cian Uijtdebroeks [الإنجليزية]‏ \| منتخب بلجيكا الوطني لسباق الدراجات على الطريق للرجال تحت 23 سنة [لغات أخرى]‏ \| + 11 ث \| \| \| 3 \| Johannes Staune-Mittet [الإنجليزية]‏ \| النرويج تحت 23 سنة \| + 1 د 11 ث \| \| \| 4 \| Davide Piganzoli [الإنجليزية]‏ \| منتخب إيطاليا الوطني لسباق الدراجات على الطريق للرجال تحت 23 سنة [لغات أخرى]‏ \| + 1 د 20 ث \| \| \| 5 \| Loe van Belle [الإنجليزية]‏ \| منتخب هولندا الوطني لسباق الدراجات على الطريق للرجال تحت 23 سنة [لغات أخرى]‏ \| + 1 د 58 ث \| \| \| 6 \| Alessandro Fancellu [الإنجليزية]‏ \| منتخب إيطاليا الوطني لسباق الدراجات على الطريق للرجال تحت 23 سنة [لغات أخرى]‏ \| + 2 د 11 ث \| \| \| 7 \| Mathias Vacek [الإنجليزية]‏ \| منتخب التشيك الوطني لسباق الدراجات على الطريق للرجال تحت 23 سنة‏ \| + 2 د 11 ث \| \| \| 8 \| Arthur Kluckers [الإنجليزية]‏ \| منتخب لوكسمبورغ الوطني لسباق الدراجات على الطريق للرجال تحت 23 سنة‏ \| + 2 د 48 ث \| \| \| 9 \| آرشي ريان [الإنجليزية]‏ \| منتخب جمهورية أيرلندا الوطني لسباق الدراجات على الطريق للرجال تحت 23 سنة‏ \| + 3 د 03 ث \| \| \| 10 \| Alex Baudin [الإنجليزية]‏ \| فريق فرنسا لركوب الدراجات للرجال تحت 23 سنة [لغات أخرى]‏ \| + 3 د 18 ث \| \| |                         |                                                                          |                |  |
| |                         |                                                                          |                |  |
| |                         |                                                                          |                |  |
| التصنيف العام |                         |                                                                          |                |  |
| العداء | العداء                  | الفريق                                                                   | الوقت          |  |
| 1 | Michel Hessmann ‏        | منتخب ألمانيا الوطني لسباق الدراجات على الطريق للرجال تحت 23 سنة ‏        | 20 س 37 د 36 ث |  |
| 2 | Cian Uijtdebroeks ‏      | منتخب بلجيكا الوطني لسباق الدراجات على الطريق للرجال تحت 23 سنة ‏         | + 11 ث         |  |
| 3 | Johannes Staune-Mittet ‏ | النرويج تحت 23 سنة                                                       | + 1 د 11 ث     |  |
| 4 | Davide Piganzoli ‏       | منتخب إيطاليا الوطني لسباق الدراجات على الطريق للرجال تحت 23 سنة ‏        | + 1 د 20 ث     |  |
| 5 | Loe van Belle ‏          | منتخب هولندا الوطني لسباق الدراجات على الطريق للرجال تحت 23 سنة ‏         | + 1 د 58 ث     |  |
| 6 | Alessandro Fancellu ‏    | منتخب إيطاليا الوطني لسباق الدراجات على الطريق للرجال تحت 23 سنة ‏        | + 2 د 11 ث     |  |
| 7 | Mathias Vacek ‏          | منتخب التشيك الوطني لسباق الدراجات على الطريق للرجال تحت 23 سنة‏          | + 2 د 11 ث     |  |
| 8 | Arthur Kluckers ‏        | منتخب لوكسمبورغ الوطني لسباق الدراجات على الطريق للرجال تحت 23 سنة‏       | + 2 د 48 ث     |  |
| 9 | آرشي ريان ‏              | منتخب جمهورية أيرلندا الوطني لسباق الدراجات على الطريق للرجال تحت 23 سنة‏ | + 3 د 03 ث     |  |
| 10 | Alex Baudin ‏            | فريق فرنسا لركوب الدراجات للرجال تحت 23 سنة ‏                             | + 3 د 18 ث     |  |

### مرحلة 8
هي مرحلة جبلية، ستقام في 27 أغسطس 2022، وستكون لمسافة 100 كيلومتر.
| \| التصنيف العام \| التصنيف العام \| التصنيف العام \| التصنيف العام \| التصنيف العام \| \| العداء \| العداء \| الفريق \| الوقت \| \| \| ------------- \| ------------------------------------- \| ----------------------------------------------------------------------------- \| -------------- \| ------------- \| \| 1 \| Cian Uijtdebroeks [الإنجليزية]‏ \| منتخب بلجيكا الوطني لسباق الدراجات على الطريق للرجال تحت 23 سنة [لغات أخرى]‏ \| 23 س 23 د 04 ث \| \| \| 2 \| Johannes Staune-Mittet [الإنجليزية]‏ \| النرويج تحت 23 سنة \| + 1 د 23 ث \| \| \| 3 \| Michel Hessmann [الإنجليزية]‏ \| منتخب ألمانيا الوطني لسباق الدراجات على الطريق للرجال تحت 23 سنة [لغات أخرى]‏ \| + 2 د 00 ث \| \| \| 4 \| Davide Piganzoli [الإنجليزية]‏ \| منتخب إيطاليا الوطني لسباق الدراجات على الطريق للرجال تحت 23 سنة [لغات أخرى]‏ \| + 2 د 30 ث \| \| \| 5 \| آرشي ريان [الإنجليزية]‏ \| منتخب جمهورية أيرلندا الوطني لسباق الدراجات على الطريق للرجال تحت 23 سنة‏ \| + 2 د 54 ث \| \| \| 6 \| Alessandro Fancellu [الإنجليزية]‏ \| منتخب إيطاليا الوطني لسباق الدراجات على الطريق للرجال تحت 23 سنة [لغات أخرى]‏ \| + 3 د 59 ث \| \| \| 7 \| Matthew Dinham [الإنجليزية]‏ \| منتخب أستراليا الوطني لسباق الدراجات على الطريق للرجال تحت 23 سنة [لغات أخرى]‏ \| + 6 د 23 ث \| \| \| 8 \| Lenny Martinez (cyclist) [الإنجليزية]‏ \| فريق فرنسا لركوب الدراجات للرجال تحت 23 سنة [لغات أخرى]‏ \| + 7 د 01 ث \| \| \| 9 \| Hannes Wilksch [الإنجليزية]‏ \| منتخب ألمانيا الوطني لسباق الدراجات على الطريق للرجال تحت 23 سنة [لغات أخرى]‏ \| + 8 د 31 ث \| \| \| 10 \| Mathias Vacek [الإنجليزية]‏ \| منتخب التشيك الوطني لسباق الدراجات على الطريق للرجال تحت 23 سنة‏ \| + 8 د 38 ث \| \| |                           |                                                                          |                |  |
| |                           |                                                                          |                |  |
| |                           |                                                                          |                |  |
| التصنيف العام |                           |                                                                          |                |  |
| العداء | العداء                    | الفريق                                                                   | الوقت          |  |
| 1 | Cian Uijtdebroeks ‏        | منتخب بلجيكا الوطني لسباق الدراجات على الطريق للرجال تحت 23 سنة ‏         | 23 س 23 د 04 ث |  |
| 2 | Johannes Staune-Mittet ‏   | النرويج تحت 23 سنة                                                       | + 1 د 23 ث     |  |
| 3 | Michel Hessmann ‏          | منتخب ألمانيا الوطني لسباق الدراجات على الطريق للرجال تحت 23 سنة ‏        | + 2 د 00 ث     |  |
| 4 | Davide Piganzoli ‏         | منتخب إيطاليا الوطني لسباق الدراجات على الطريق للرجال تحت 23 سنة ‏        | + 2 د 30 ث     |  |
| 5 | آرشي ريان ‏                | منتخب جمهورية أيرلندا الوطني لسباق الدراجات على الطريق للرجال تحت 23 سنة‏ | + 2 د 54 ث     |  |
| 6 | Alessandro Fancellu ‏      | منتخب إيطاليا الوطني لسباق الدراجات على الطريق للرجال تحت 23 سنة ‏        | + 3 د 59 ث     |  |
| 7 | Matthew Dinham ‏           | منتخب أستراليا الوطني لسباق الدراجات على الطريق للرجال تحت 23 سنة ‏       | + 6 د 23 ث     |  |
| 8 | Lenny Martinez (cyclist) ‏ | فريق فرنسا لركوب الدراجات للرجال تحت 23 سنة ‏                             | + 7 د 01 ث     |  |
| 9 | Hannes Wilksch ‏           | منتخب ألمانيا الوطني لسباق الدراجات على الطريق للرجال تحت 23 سنة ‏        | + 8 د 31 ث     |  |
| 10 | Mathias Vacek ‏            | منتخب التشيك الوطني لسباق الدراجات على الطريق للرجال تحت 23 سنة‏          | + 8 د 38 ث     |  |

### مرحلة 9
هي مرحلة جبلية، ستقام في 28 أغسطس 2022، وستكون لمسافة 133 كيلومتر.
| \| التصنيف العام \| التصنيف العام \| التصنيف العام \| التصنيف العام \| التصنيف العام \| \| العداء \| العداء \| الفريق \| الوقت \| \| \| ------------- \| ------------------------------------- \| ---------------------------------------------------------------------------- \| -------------- \| ------------- \| \| 1 \| Cian Uijtdebroeks [الإنجليزية]‏ \| منتخب بلجيكا الوطني لسباق الدراجات على الطريق للرجال تحت 23 سنة [لغات أخرى]‏ \| 26 س 50 د 12 ث \| \| \| 2 \| Johannes Staune-Mittet [الإنجليزية]‏ \| النرويج تحت 23 سنة \| + 1 د 23 ث \| \| \| 3 \| Michel Hessmann [الإنجليزية]‏ \| منتخب ألمانيا الوطني لسباق الدراجات على الطريق للرجال تحت 23 سنة [لغات أخرى]‏ \| + 2 د 00 ث \| \| \| 4 \| آرشي ريان [الإنجليزية]‏ \| منتخب جمهورية أيرلندا الوطني لسباق الدراجات على الطريق للرجال تحت 23 سنة‏ \| + 2 د 49 ث \| \| \| 5 \| Davide Piganzoli [الإنجليزية]‏ \| منتخب إيطاليا الوطني لسباق الدراجات على الطريق للرجال تحت 23 سنة [لغات أخرى]‏ \| + 3 د 17 ث \| \| \| 6 \| Alessandro Fancellu [الإنجليزية]‏ \| منتخب إيطاليا الوطني لسباق الدراجات على الطريق للرجال تحت 23 سنة [لغات أخرى]‏ \| + 3 د 59 ث \| \| \| 7 \| Hannes Wilksch [الإنجليزية]‏ \| منتخب ألمانيا الوطني لسباق الدراجات على الطريق للرجال تحت 23 سنة [لغات أخرى]‏ \| + 6 د 11 ث \| \| \| 8 \| Lenny Martinez (cyclist) [الإنجليزية]‏ \| فريق فرنسا لركوب الدراجات للرجال تحت 23 سنة [لغات أخرى]‏ \| + 6 د 59 ث \| \| \| 9 \| Loe van Belle [الإنجليزية]‏ \| منتخب هولندا الوطني لسباق الدراجات على الطريق للرجال تحت 23 سنة [لغات أخرى]‏ \| + 8 د 46 ث \| \| \| 10 \| Mathias Vacek [الإنجليزية]‏ \| منتخب التشيك الوطني لسباق الدراجات على الطريق للرجال تحت 23 سنة‏ \| + 9 د 28 ث \| \| |                           |                                                                          |                |  |
| |                           |                                                                          |                |  |
| |                           |                                                                          |                |  |
| التصنيف العام |                           |                                                                          |                |  |
| العداء | العداء                    | الفريق                                                                   | الوقت          |  |
| 1 | Cian Uijtdebroeks ‏        | منتخب بلجيكا الوطني لسباق الدراجات على الطريق للرجال تحت 23 سنة ‏         | 26 س 50 د 12 ث |  |
| 2 | Johannes Staune-Mittet ‏   | النرويج تحت 23 سنة                                                       | + 1 د 23 ث     |  |
| 3 | Michel Hessmann ‏          | منتخب ألمانيا الوطني لسباق الدراجات على الطريق للرجال تحت 23 سنة ‏        | + 2 د 00 ث     |  |
| 4 | آرشي ريان ‏                | منتخب جمهورية أيرلندا الوطني لسباق الدراجات على الطريق للرجال تحت 23 سنة‏ | + 2 د 49 ث     |  |
| 5 | Davide Piganzoli ‏         | منتخب إيطاليا الوطني لسباق الدراجات على الطريق للرجال تحت 23 سنة ‏        | + 3 د 17 ث     |  |
| 6 | Alessandro Fancellu ‏      | منتخب إيطاليا الوطني لسباق الدراجات على الطريق للرجال تحت 23 سنة ‏        | + 3 د 59 ث     |  |
| 7 | Hannes Wilksch ‏           | منتخب ألمانيا الوطني لسباق الدراجات على الطريق للرجال تحت 23 سنة ‏        | + 6 د 11 ث     |  |
| 8 | Lenny Martinez (cyclist) ‏ | فريق فرنسا لركوب الدراجات للرجال تحت 23 سنة ‏                             | + 6 د 59 ث     |  |
| 9 | Loe van Belle ‏            | منتخب هولندا الوطني لسباق الدراجات على الطريق للرجال تحت 23 سنة ‏         | + 8 د 46 ث     |  |
| 10 | Mathias Vacek ‏            | منتخب التشيك الوطني لسباق الدراجات على الطريق للرجال تحت 23 سنة‏          | + 9 د 28 ث     |  |

## التصنيف العام النهائي
| \| التصنيف العام \| التصنيف العام \| التصنيف العام \| التصنيف العام \| التصنيف العام \| \| العداء \| العداء \| الفريق \| الوقت \| \| \| ------------- \| ------------------------------------- \| ---------------------------------------------------------------------------- \| -------------- \| ------------- \| \| 1 \| Cian Uijtdebroeks [الإنجليزية]‏ \| منتخب بلجيكا الوطني لسباق الدراجات على الطريق للرجال تحت 23 سنة [لغات أخرى]‏ \| 26 س 50 د 12 ث \| \| \| 2 \| Johannes Staune-Mittet [الإنجليزية]‏ \| النرويج تحت 23 سنة \| + 1 د 23 ث \| \| \| 3 \| Michel Hessmann [الإنجليزية]‏ \| منتخب ألمانيا الوطني لسباق الدراجات على الطريق للرجال تحت 23 سنة [لغات أخرى]‏ \| + 2 د 00 ث \| \| \| 4 \| آرشي ريان [الإنجليزية]‏ \| منتخب جمهورية أيرلندا الوطني لسباق الدراجات على الطريق للرجال تحت 23 سنة‏ \| + 2 د 49 ث \| \| \| 5 \| Davide Piganzoli [الإنجليزية]‏ \| منتخب إيطاليا الوطني لسباق الدراجات على الطريق للرجال تحت 23 سنة [لغات أخرى]‏ \| + 3 د 17 ث \| \| \| 6 \| Alessandro Fancellu [الإنجليزية]‏ \| منتخب إيطاليا الوطني لسباق الدراجات على الطريق للرجال تحت 23 سنة [لغات أخرى]‏ \| + 3 د 59 ث \| \| \| 7 \| Hannes Wilksch [الإنجليزية]‏ \| منتخب ألمانيا الوطني لسباق الدراجات على الطريق للرجال تحت 23 سنة [لغات أخرى]‏ \| + 6 د 11 ث \| \| \| 8 \| Lenny Martinez (cyclist) [الإنجليزية]‏ \| فريق فرنسا لركوب الدراجات للرجال تحت 23 سنة [لغات أخرى]‏ \| + 6 د 59 ث \| \| \| 9 \| Loe van Belle [الإنجليزية]‏ \| منتخب هولندا الوطني لسباق الدراجات على الطريق للرجال تحت 23 سنة [لغات أخرى]‏ \| + 8 د 46 ث \| \| \| 10 \| Mathias Vacek [الإنجليزية]‏ \| منتخب التشيك الوطني لسباق الدراجات على الطريق للرجال تحت 23 سنة‏ \| + 9 د 28 ث \| \| |                           |                                                                          |                |  |
| |                           |                                                                          |                |  |
| مصدر: ProCyclingStats |                           |                                                                          |                |  |
| التصنيف العام |                           |                                                                          |                |  |
| العداء | العداء                    | الفريق                                                                   | الوقت          |  |
| 1 | Cian Uijtdebroeks ‏        | منتخب بلجيكا الوطني لسباق الدراجات على الطريق للرجال تحت 23 سنة ‏         | 26 س 50 د 12 ث |  |
| 2 | Johannes Staune-Mittet ‏   | النرويج تحت 23 سنة                                                       | + 1 د 23 ث     |  |
| 3 | Michel Hessmann ‏          | منتخب ألمانيا الوطني لسباق الدراجات على الطريق للرجال تحت 23 سنة ‏        | + 2 د 00 ث     |  |
| 4 | آرشي ريان ‏                | منتخب جمهورية أيرلندا الوطني لسباق الدراجات على الطريق للرجال تحت 23 سنة‏ | + 2 د 49 ث     |  |
| 5 | Davide Piganzoli ‏         | منتخب إيطاليا الوطني لسباق الدراجات على الطريق للرجال تحت 23 سنة ‏        | + 3 د 17 ث     |  |
| 6 | Alessandro Fancellu ‏      | منتخب إيطاليا الوطني لسباق الدراجات على الطريق للرجال تحت 23 سنة ‏        | + 3 د 59 ث     |  |
| 7 | Hannes Wilksch ‏           | منتخب ألمانيا الوطني لسباق الدراجات على الطريق للرجال تحت 23 سنة ‏        | + 6 د 11 ث     |  |
| 8 | Lenny Martinez (cyclist) ‏ | فريق فرنسا لركوب الدراجات للرجال تحت 23 سنة ‏                             | + 6 د 59 ث     |  |
| 9 | Loe van Belle ‏            | منتخب هولندا الوطني لسباق الدراجات على الطريق للرجال تحت 23 سنة ‏         | + 8 د 46 ث     |  |
| 10 | Mathias Vacek ‏            | منتخب التشيك الوطني لسباق الدراجات على الطريق للرجال تحت 23 سنة‏          | + 9 د 28 ث     |  |